# Theodore Cooper
Pour les articles homonymes, voir Cooper.
Theodore Cooper est un ingénieur civil américain né à Coopers Plains (Erwin), comté de Steuben (New York) le 13 janvier 1839, et mort à New York le 24 août 1919 .
Il est resté connu comme étant l'ingénieur qui a fait la conception du premier pont de Québec qui s'est effondré le 29 août 1907 tuant 76 personnes.

## Biographie
Theodore Cooper est diplômé en génie civil du Rensselaer Institute en 1858. Il est embauché comme ingénieur assistant par la compagnie Troy and Greenfield Railroad (en) et sur le tunnel du Hoosac.
Il s'est engagé dans la marine de guerre des États-Unis en 1861. Sa carrière militaire a duré plus d'une décennie avec un service actif à bord de la canonnière USS Chocorua, ainsi que les affectations à l'Académie navale, d'abord à Newport puis à Annapolis, comme instructeur et ingénieur pour les machines à vapeur. Il est nommé en 1868 sur la canonnière USS Nyack dans le Pacifique Sud, puis il retourne à l'Académie navale en 1870. Il démissionne de la marine militaire en 1872.

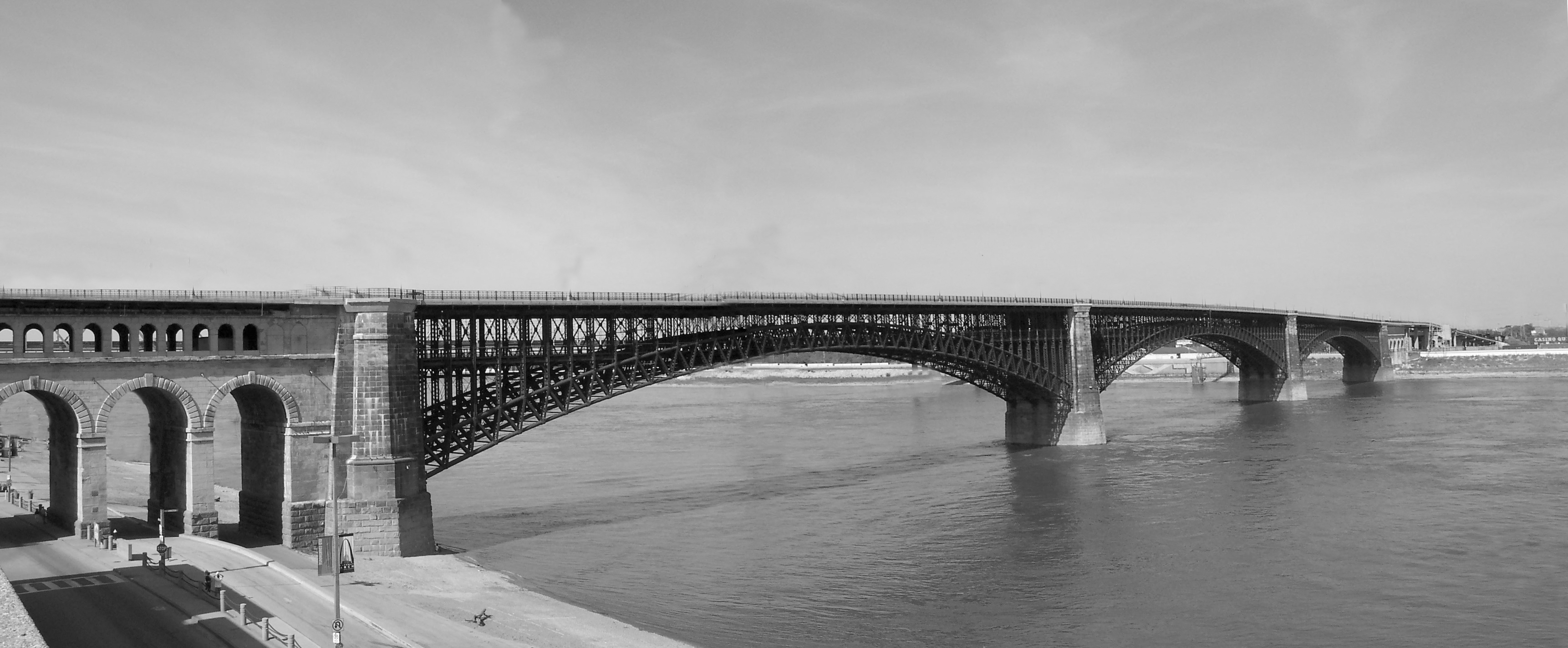
Pont Eads de Saint-Louis sur le Mississippi

Il est embauché par James Eads, ingénieur de la Bridge and Tunnel Company et concepteur du pont Eads à Saint-Louis, comme chef-inspecteur de la Keystone Bridge Company (en) de Pittsburgh qui fournit l'acier ainsi qu'inspecteur de la manufacture Midvale Steel Works (en). James Eads le charge de terminer la construction du pont Eads. Cette nomination va lancer la carrière de Theodore Cooper comme ingénieur constructeur de ponts. Après la fin de la construction du pont, il a rejoint la Delaware Bridge Company à Phillipsburg (New Jersey), puis à la Keystone Bridge Company.
Theodore Cooper s'installe à New York comme ingénieur conseil indépendant en 1879. Il a étudié un pont sur la rivière Seekonk (en) à Providence, le second Sixth Street Bridge (en) au-dessus de l'Allegheny à Pittsburgh, construit en 1894, le pont de la Seconde Avenue au-dessus de l'Harlem River à New York, le pont de Newburyport franchissant le Merrimack, et le Junction Bridge au-dessus de l'Allegheny.
En 1884 il rédige les General Specifications for Iron Railroad Bridges and Viaducts qui sont les premières spécifications concernant la construction des ponts ferroviaires publiées aux États-Unis. En 1885 il est directeur de l'American Society of Civil Engineers. En 1889 il publie American railroad bridges dans les Transactions de l' American Society of Civil Engineers.
En 1894, le président Cleveland l'a nommé comme un des cinq experts choisis pour déterminer la travée de l'Hudson River Bridge. Il a été un ingénieur chargé de la construction des premières lignes de chemin de fer élevées à New York. Il a également été l'ingénieur-conseil pour la New York Public Library.

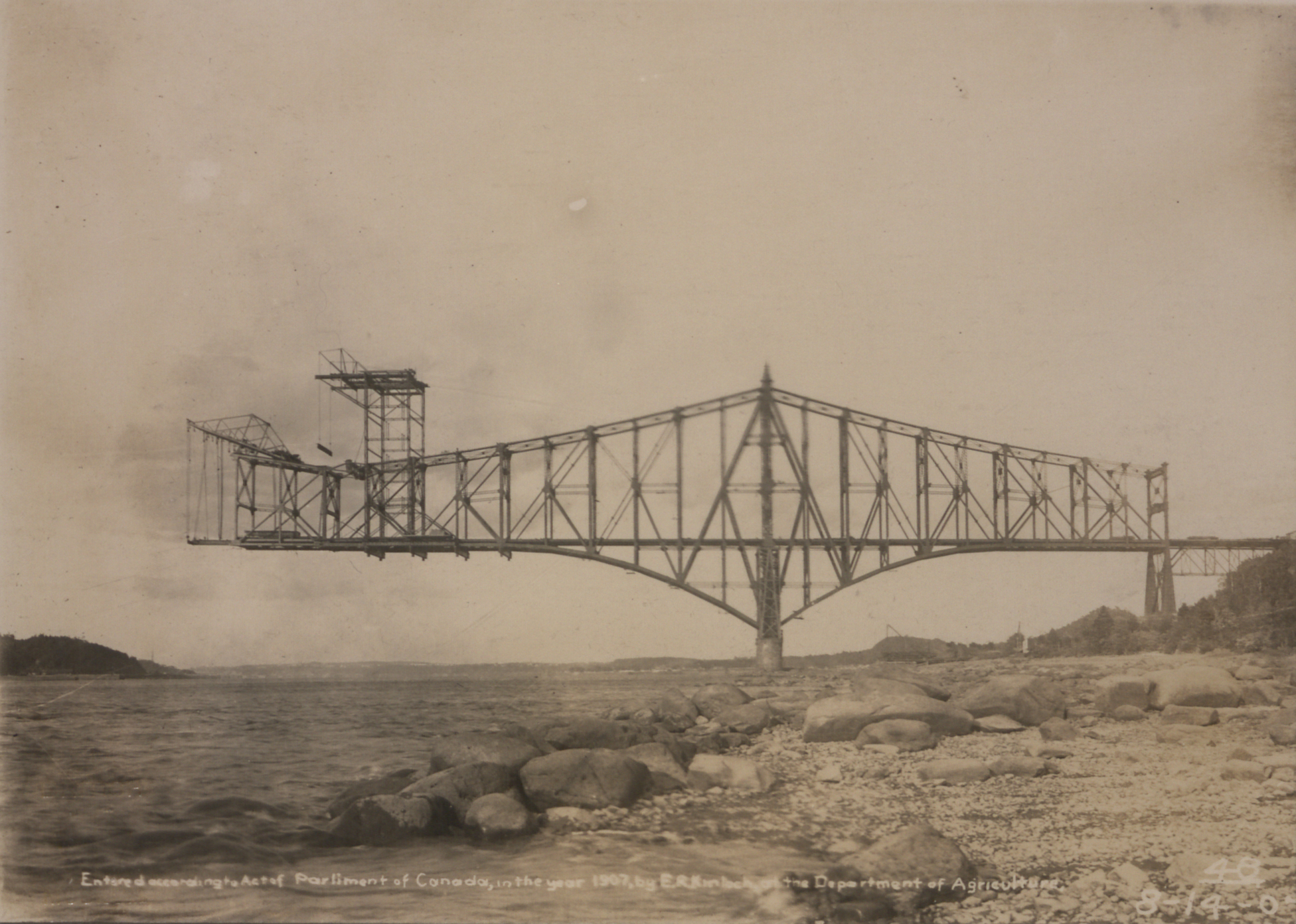
Le premier pont de Québec en cours de construction

Il accepte d'être ingénieur conseil de la Quebec Bridge Company pour la conception du pont de Québec. Le dimensionnement du pont est fait par la Phoenix Bridge Company. Theodore Cooper propose des réductions de charges et des augmentations de contraintes admissibles qui vont conduire à la rupture du pont. L'ingénieur Szlapka de la Phoenix Bridge Company signale à Theodore Cooper que le poids propre de l'acier est plus important que prévu. Theodore Cooper en déduit qu'il y a une augmentation des contraintes de 7 à 10 %, ce qui lui semble admissible. Des premiers signaux de petits flambements localisés sont signalés dans des échanges de télégrammes entre le chantier, Theodore Cooper et le siège de l'entreprise. L'effondrement du pont le 29 août 1907 entraîne la fin de sa carrière comme ingénieur constructeur de ponts.

## Système de charges de Theodore Cooper
L'apparition des premières lignes de chemin de fer et la mise en place des règles de calculs des structures pour justifier leur dimensionnement va entraîner la rédaction de règles pour définir les charges de calcul.
Les premières règles de charges sont définies aux États-Unis par la société Clarke, Reeves and Company, en 1871. En 1873, G. S. Morison rédige les Specifications for Iron Bridges pour la Erie Railroad. L.F.G. Bouscaren de la Cincinnati Southern Railroad a publié les premières règles avec des charges concentrées d'essieux en 1875. En 1878, la Erie Railroad a publié de nouvelles règles auxquelles a participé Theodore Cooper.
À partir de 1876 s'est développé la pratique des ingénieurs consultants indépendants pour la conception des ponts nécessite des règles de dimensionnement communes. En 1884 sont publiées les premières spécifications générales de dimensionnement par Theodore Cooper. Il définit le système de charges E10.

## Publication
- Thomas Cooper, The Use of Steel for Bridges, Transactions of the American Society of Civil Engineers, 1879
- Thomas Cooper, American railroad bridges, Engineering News Publishing Company, New York (lire en ligne)
- Thomas Cooper, General specifications for steel highway bridges and viaducts, 1896 (lire en ligne)
- Thomas Cooper, General specifications for foundations and substructures of highway and electric railway bridges, 1902 (lire en ligne)
- Thomas Cooper, General specifications for steel railroad bridges and viaducts, 1906 (lire en ligne)